# Drugnia (gmina)
Drugnia (od 1973 Pierzchnica) – dawna gmina wiejska istniejąca do 1954 roku w woj. kieleckim. Nazwa gminy pochodzi od wsi Drugnia, lecz siedzibą władz gminy była Pierzchnica. 
Za Królestwa Polskiego gmina należała do powiatu stopnickiego w guberni kieleckiej. 1 stycznia?/13 stycznia 1870 do gminy przyłączono pozbawioną praw miejskich i przekształconą w osadę miejską Pierzchnicę.
W okresie międzywojennym gmina Drugnia należała do powiatu stopnickiego w woj. kieleckim. Po wojnie gmina zachowała przynależność administracyjną. 12 marca 1948 roku zmieniono nazwę powiatu stopnickiego na buski. 1 lipca 1952 roku gmina składała się z 9 gromad: Drugnia, Drugnia Rządowa, Osiny, Papiernia, Pierzchnica, Podlesie, Podstoła, Strojnów i Wierzbie.
Jednostka została zniesiona 29 września 1954 roku wraz z reformą wprowadzającą gromady w miejsce gmin. Po reaktywowaniu gmin 1 stycznia 1973 roku gminy Drugnia nie przywrócono, a jej dawny obszar wszedł głównie w skład nowej gminy Pierzchnica.